# Connestabile di Castiglia
La dignità di connestabile di Castiglia (in spagnolo Condestable de Castilla) fu una carica del Regno di Castiglia creata nel 1382 dal re Giovanni I, in sostituzione di quella di alférez mayor del reino. In assenza del sovrano, il connestabile aveva il comando dell'esercito. Il titolare di questa dignità aveva il diritto di portare la bandiera araldica e la mazza cerimoniale del sovrano, come pure di indossare lo stemma di quest'ultimo.
A partire dal 1473, il re Enrico IV rese il titolo puramente onorifico e ereditario: i connestabili di Castiglia furono da quel tempo membri della famiglia Velasco, duchi di Frías, tra cui Juan Fernández de Velasco, tre volte governatore di Milano, nel periodo tra il 1592 e il 1612, e il suo figlio Bernardino Fernández de Velasco, con la stessa carica dal 1647 al 1648.

## Lista dei connestabili di Castiglia
1. Alfonso d'Aragona e Foix (1382-1391);
2. Pedro Enríquez de Castilla (?-1400), quarto Conte di Lemos, Trastamara e Sarria;
3. Ruy López Dávalos (1400-1423);
4. Álvaro de Luna (1423-1453);
5. Miguel Lucas de Iranzo (1458-1473);
6. Pedro Fernández III de Velasco (1473-1492);
7. Bernardino I Fernández de Velasco (1492-1512);
8. Íñigo Fernández de Velasco y Mendoza (1512-1528), secondo Duca di Frías e Grande di Spagna, quarto Conte di Haro;
9. Pedro IV Fernández de Velasco (1528-1559);
10. Íñigo Tovar y Velasco (1559-1585);
11. Juan Fernández de Velasco y Tovar (1585-1613); tre volte Governatore di Milano (1592-1595), (1595-1600), (1610-1612);
12. Bernardino Fernández de Velasco y Tovar (1613-1652); Governatore di Milano (1646-1647);
13. Íñigo Melchor Fernández de Velasco y Guzmán (1652-1696)
14. José Fernández de Velasco y Tovar (1696-1713).